# Supercopa Argentina 2018
La Supercopa Argentina 2018 è stata la 7ª edizione della Supercopa Argentina.
Si è tenuta in gara unica allo Stadio Malvinas Argentinas di Mendoza il 2 maggio 2019 e ha visto contrapposti i campioni argentini del 2018 del Boca Juniors contro i vincitori della Coppa d'Argentina 2017-18 del Rosario Central.

## Tabellino
| Arbitro: | Fernando Rapallini |

|                                                  |                      |                                             |
| Benedetto Tevez Pavón Villa Buffarini Izquierdoz | Tiri di rigore 6 – 5 | Ortigoza Gil Parot Zampedri Caruzzo Rinaudo |

| Boca Juniors | Rosario Central |

| GK             | 31 | Esteban Andrada     |     |     |
| DF             | 4  | Julio Buffarini     | 18’ |     |
| DF             | 20 | Lisandro López      |     |     |
| DF             | 24 | Carlos Izquierdoz   | 45’ |     |
| DF             | 3  | Emanuel Más         |     |     |
| MF             | 22 | Sebastián Villa     | 90’ |     |
| MF             | 15 | Nahitan Nández      |     |     |
| MF             | 23 | Iván Marcone        |     |     |
| MF             | 30 | Emanuel Reynoso     | 41’ | 61’ |
| FW             | 19 | Mauro Zárate        |     | 78’ |
| FW             | 9  | Darío Benedetto (c) |     |     |
| Panchina:      |    |                     |     |     |
| GK             | 12 | Marcos Díaz         |     |     |
| DF             | 6  | Júnior Alonso       |     |     |
| MF             | 27 | Jorman Campuzano    |     |     |
| MF             | 39 | Agustín Almendra    |     |     |
| FW             | 7  | Cristian Pavón      |     | 78’ |
| FW             | 10 | Carlos Tévez        |     | 61’ |
| FW             | 17 | Ramón Ábila         |     |     |
| Allenatore:    |    |                     |     |     |
| Gustavo Alfaro |    |                     |     |     |

| GK          | 1  | Jeremías Ledesma   |     |     |
| DF          | 12 | Nahuel Molina      |     |     |
| DF          | 32 | Facundo Almada     | 66’ |     |
| DF          | 2  | Matías Caruzzo (c) |     |     |
| DF          | 19 | Miguel Barbieri    | 69’ |     |
| DF          | 24 | Alfonso Parot      | 88’ |     |
| MF          | 13 | Rodrigo Villagra   |     | 80’ |
| MF          | 21 | Fabián Rinaudo     |     |     |
| MF          | 5  | Leonardo Gil       |     |     |
| FW          | 34 | Maximiliano Lovera |     | 84’ |
| FW          | 9  | Claudio Riaño      |     | 64’ |
| Panchina:   |    |                    |     |     |
| GK          | 31 | Josué Ayala        |     |     |
| DF          | 4  | Gonzalo Bettini    |     |     |
| DF          | 6  | Marcelo Ortiz      |     |     |
| MF          | 7  | Joaquín Pereyra    | 81’ | 80’ |
| MF          | 10 | Néstor Ortigoza    |     | 84’ |
| FW          | 17 | Germán Herrera     |     |     |
| FW          | 20 | Fernando Zampedri  |     | 64’ |
| Allenatore: |    |                    |     |     |
| Diego Cocca |    |                    |     |     |